# Княгининская улица
Княгининская улица — короткая, чуть более 300 м, улица в исторической части города Владимир. Проходит от улицы Гагарина до Никитской улицы.

## История
Историческое название по Успенскому Княгинину монастырю.
В 1760-х годах на улице владимирским купцом Семёном Лазаревым на месте прежнего храма была возведена Никитская церковь.
В 1938 году церковь была закрыта, богослужения прекращены, в здании разместилась Владимирская экспериментальная научно-реставрационная производственная мастерская «Владимирреставрация».
В 1923—1991 годах улица носила имя русского поэта Некрасова.
В 1951 году на улице по проекту архитектора Л. Зотова возведён двухэтажный 8-квартирный жилой дом (сейчас — д. 7в) для членов Владимирского отделения Союза художников СССР.

## Достопримечательности

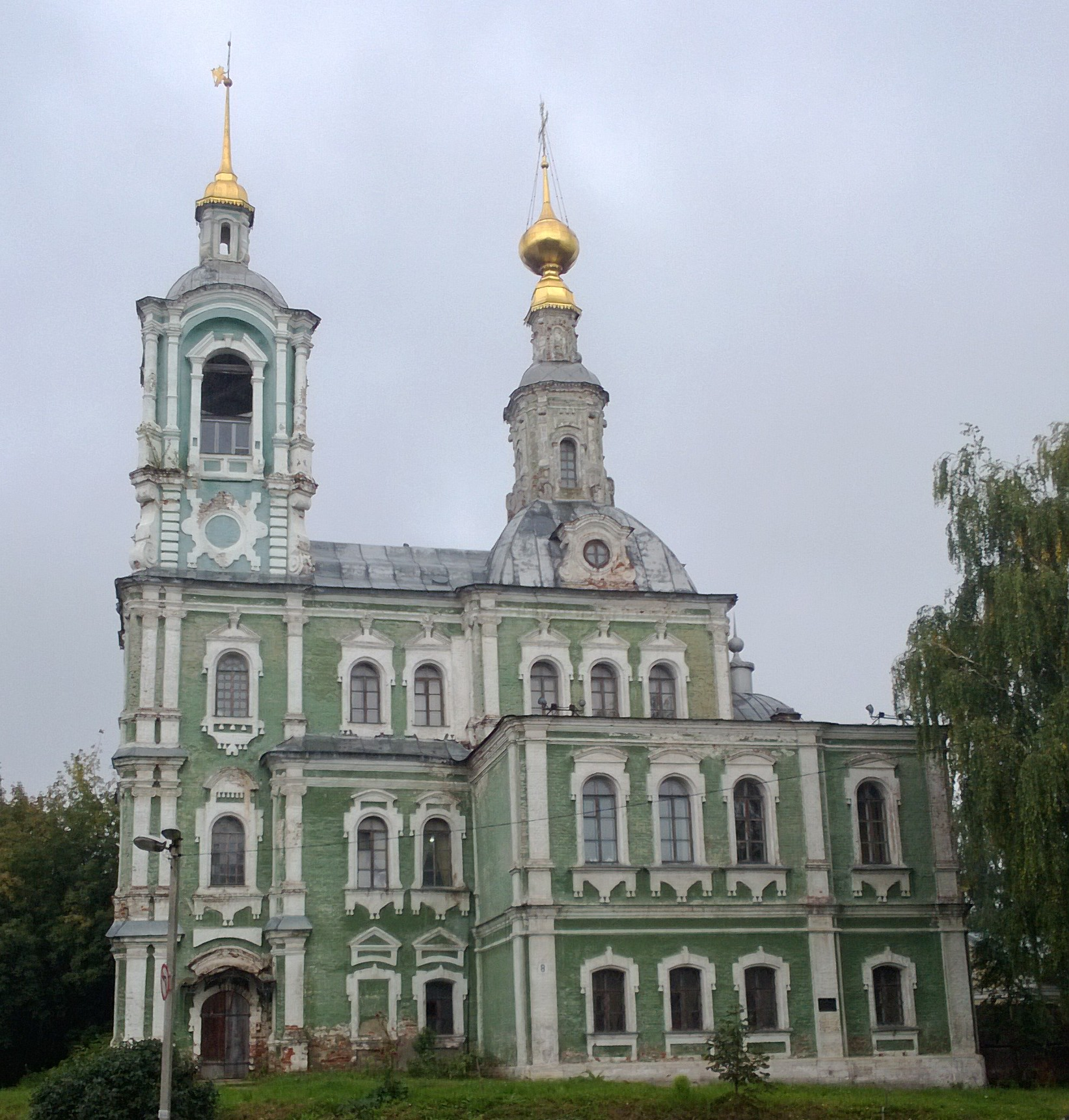
Никитская церковь

д. 6 — АО «Владимирреставрация»
д. 8 — Церковь Никиты мученика
Сквер Гоголя

## Известные жители
дом 7в 
- Владимир Юкин (1920—2000), народный художник Российской Федерации (мемориальная доска)[5]
- Ким Бритов (1925—2010), народный художник Российской Федерации (мемориальная доска)[5]

д. 7в Мемориальная доска Бритову
д. 7в Мемориальная доска Юкину

## Галерея

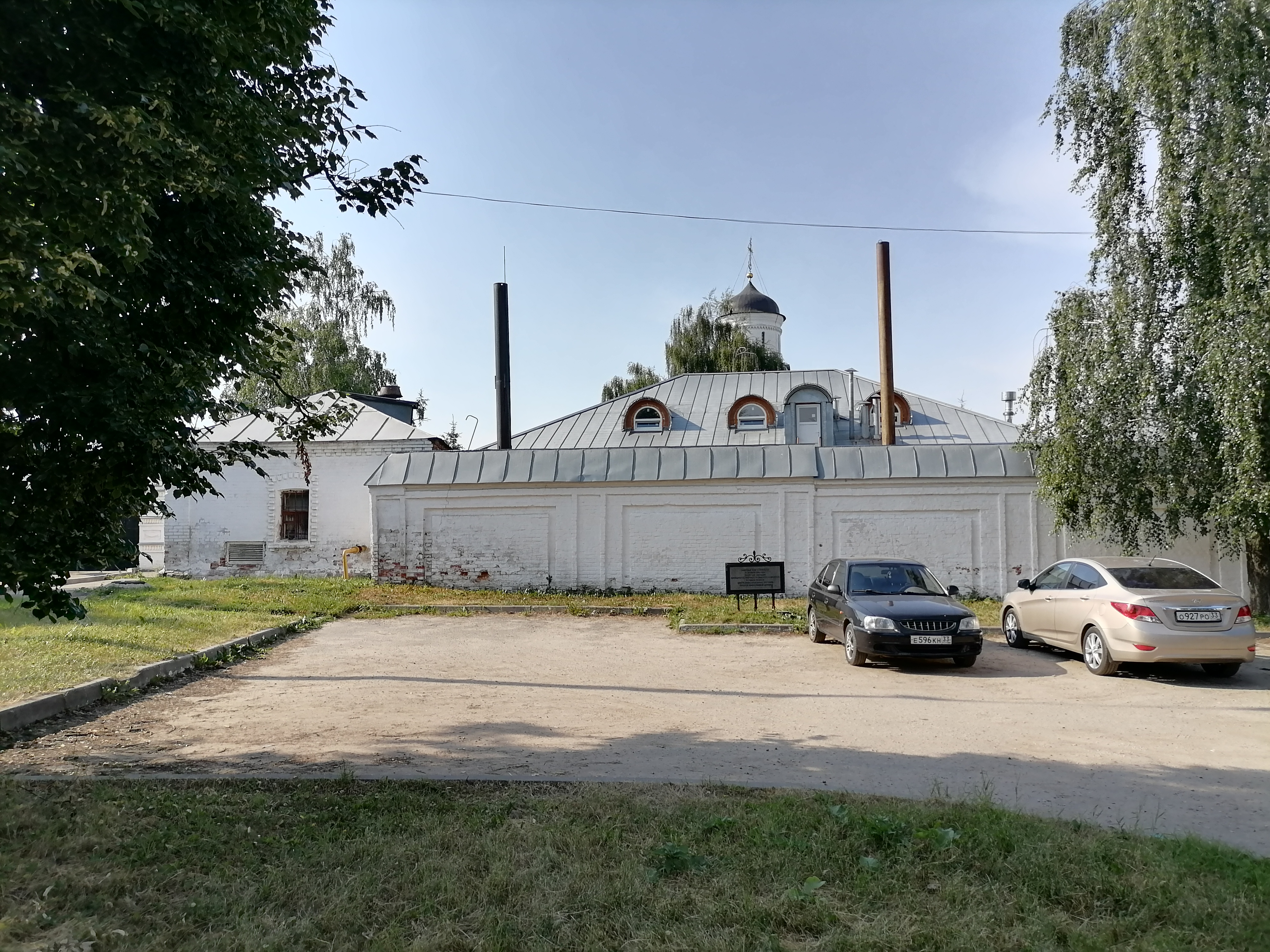
Стена Княгинина монастыря
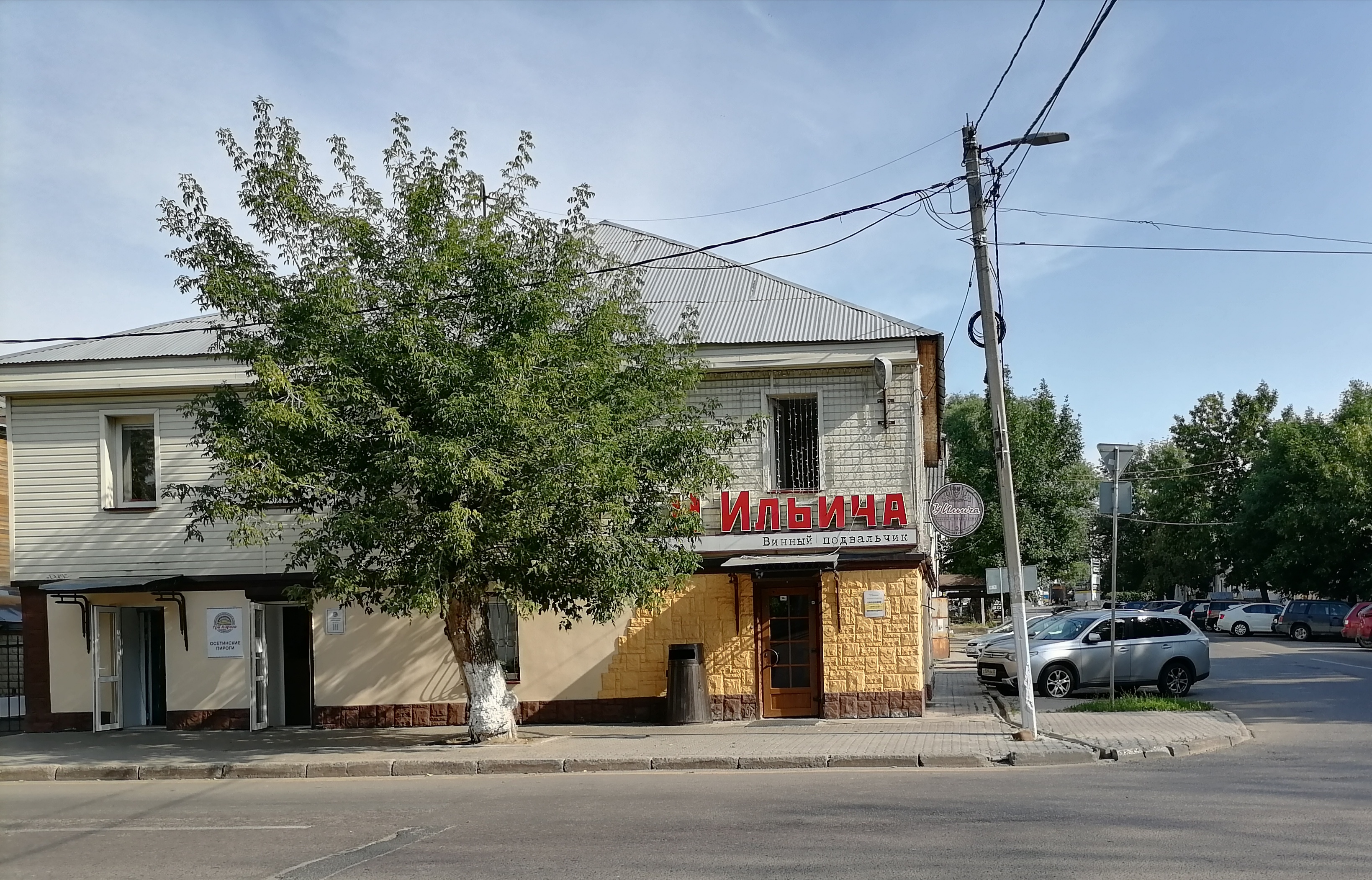
Угол с улицей Ильича
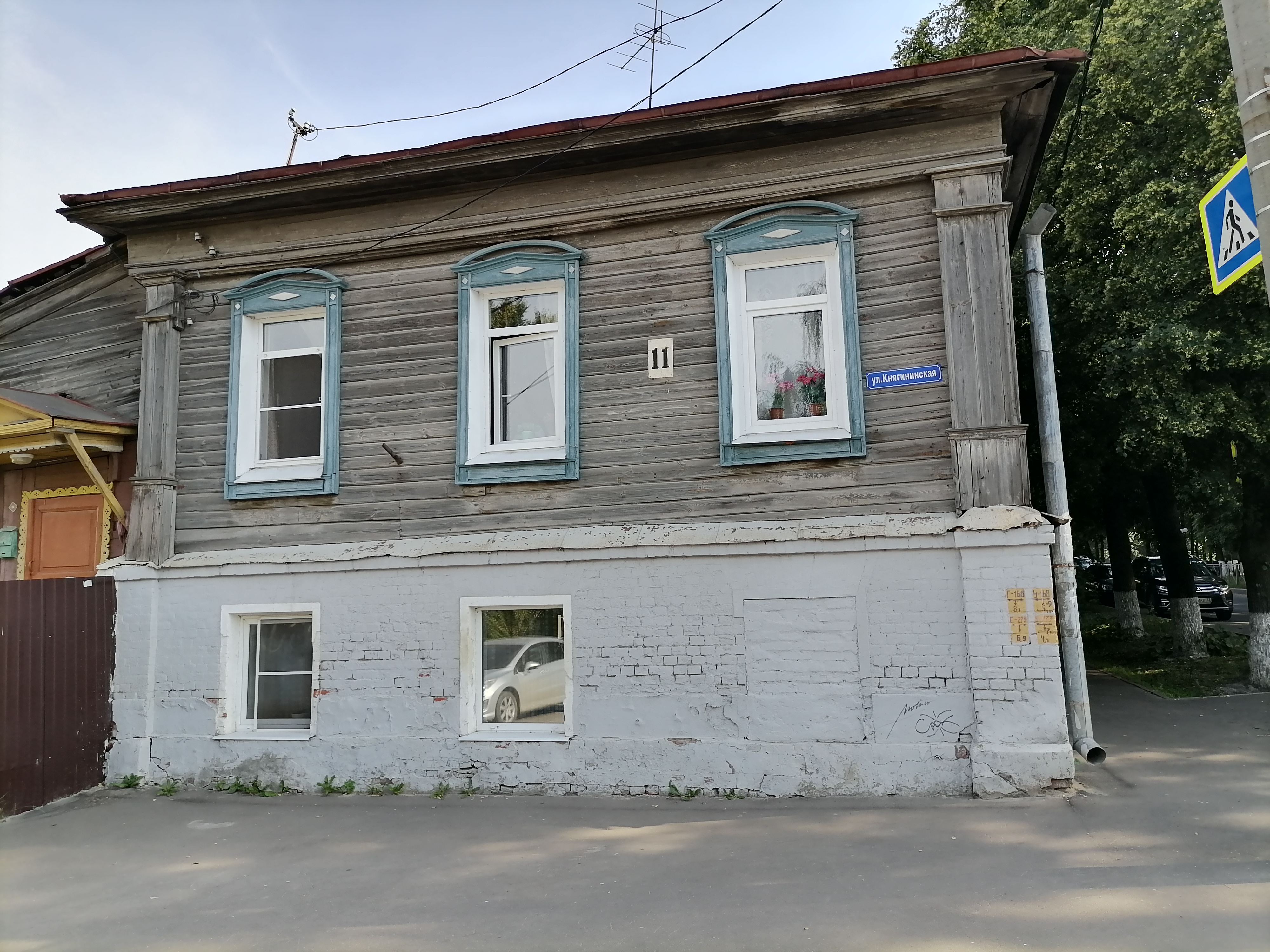
Угол с Никитской улицей
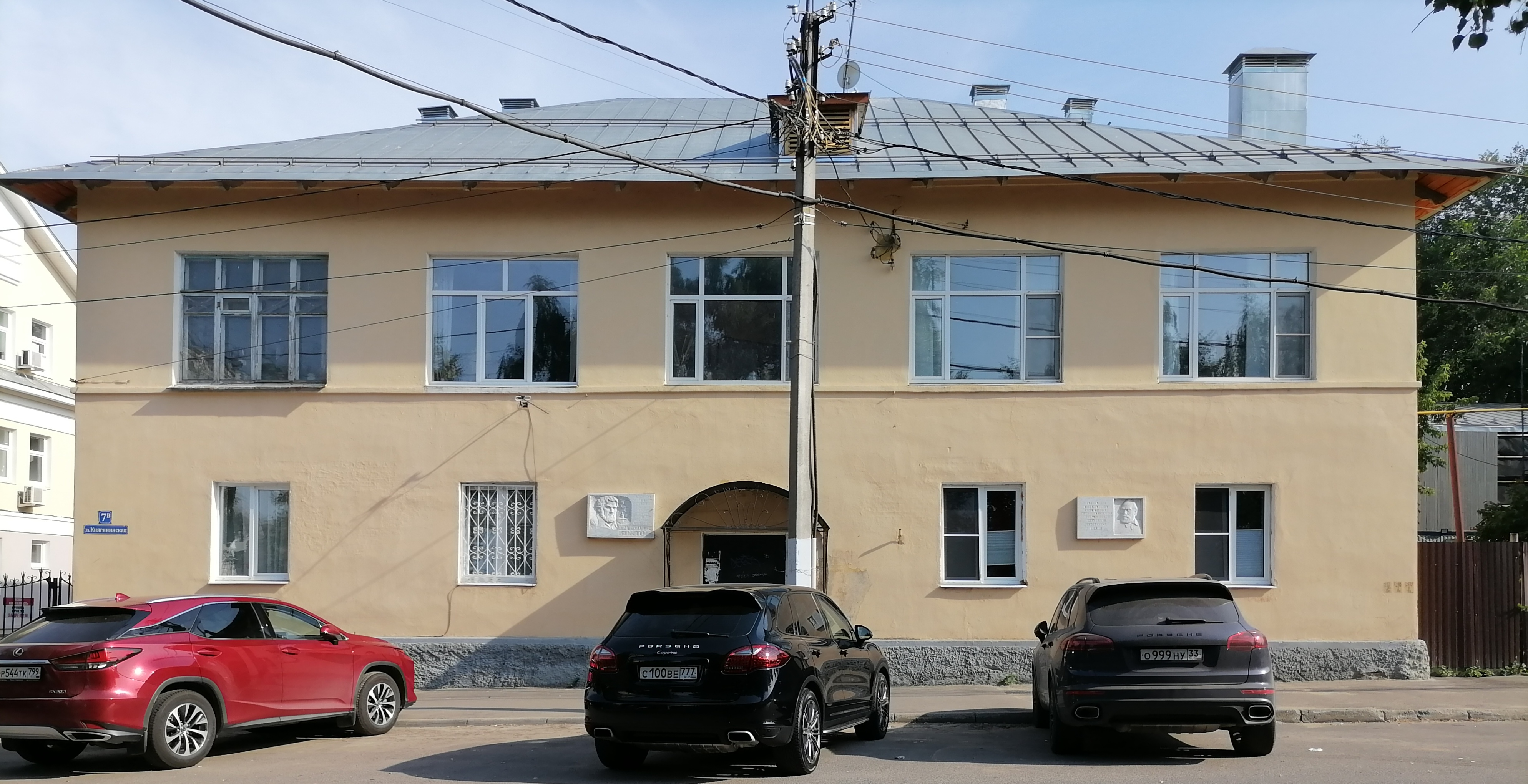
дом 7в